# Macrosphenus
Macrosphenus é um género de aves da família Sylviidae.

## Espécies
Este género contém as seguintes espécies:
- Macrosphenus concolor
- Macrosphenus flavicans
- Macrosphenus kempi
- Macrosphenus kretschmeri
- Macrosphenus pulitzeri